# Golf de Rougemont (Belgique)
Pour les articles homonymes, voir Rougemont.
Le Golf de Rougemont, ou Golf de Namur, est un golf situé à Profondeville en Belgique.
Ce parcours a été dessiné en 1986, par un petit groupe de golfeurs passionnés sur un terrain de 60 hectares. A flancs de coteaux, les 18 trous ont un relief prononcé avec des points de vue variés et superbes sur la vallée de la Meuse. Le parcours est très technique et demande une grande précision.
Le Club House se trouve dans un petit château construit au début du XXe siècle.